# Мекель, Галь
Галь Ме́кель (ивр. גל מקל‎; родился 4 марта 1988, Петах-Тиква, Израиль) — израильский профессиональный баскетболист, игравший на позиции разыгрывающего защитника. Второй израильтянин, заключивший контракт с командой НБА (после Омри Касспи).

## Спортивная карьера
Галь Мекель, уроженец Петах-Тиквы, играл за молодёжные составы вначале в клубе «Бней ха-Шарон», а затем в «Маккаби» (Тель-Авив) и был игроком юниорских сборных Израиля в возрасте до 16, 18 и 20 лет. В 2006 году Мекель отправился учиться в США, где провёл два года в Уичитском университете, выступая за местную баскетбольную команду «Уичито Стэйт Шокерс». Однако, не окончив учёбу, вернулся в Израиль, чтобы начать профессиональную баскетбольную карьеру.
После одного сезона в команде израильской Суперлиги «Хапоэле» (Гильбоа) Мекель, признанный «новичком года», подписал контракт с лидером израильского баскетбола — командой «Маккаби» (Тель-Авив), но провёл в её составе только несколько матчей, вернувшись затем в «Хапоэль». Возвращение оказалось более чем успешным: сезон 2009/10 годов клуб Мекеля выиграл, завоевав второй в своей истории и первый в карьере Мекеля чемпионский титул. В следующем сезоне Мекель второй раз подряд дошёл с «Хапоэлем» до финала плей-офф, накануне которого был назван самым полезным игроком (MVP) Суперлиги. В финале «Хапоэль» разгромно проиграл тель-авивскому «Маккаби», а Мекель отправился в Италию, где провёл следующий сезон в составе «Бенеттона» (Тревизо). Сезон, однако, выдался неудачным: два с половиной месяца были пропущены из-за травмы ноги, а сам клуб, переживавший серьёзные финансовые затруднения, закончил год только на 11-м месте в чемпионате Италии.
В сезоне 2012/13 годов Мекель вернулся в Израиль. На этот раз он присоединился к клубу «Маккаби» (Хайфа). Хайфская команда уверенно провела год, пробившись в финал Кубка Израиля и заняв второе место в регулярном сезоне, а в плей-офф переиграла эйлатский «Хапоэль», возглавляемый бывшим тренером Мекеля по Гильбоа Одедом Каташем. В финале чемпионата «Маккаби» (Хайфа) сенсационно обыграл одноклубников из Тель-Авива. Мекель стал третьим в истории израильского баскетбола игроком, завоёвывавшим чемпионское звание в составе двух разных команд, ни одной из которых не был тель-авивский «Маккаби»; двое других — Авишай Гордон и Гони Изреэли — добились этого в 2008 году с «Хапоэлем» (Холон) и в 2010 году с «Хапоэлем» (Гильбоа-Верхняя Галилея). Он также вторично был признан MVP израильской Суперлиги.
Успешно выступив в летнем лагере «Даллас Маверикс», Мекель в июле 2013 года заключил трёхгодичный контракт с этой командой, став вторым израильским игроком в НБА после Омри Касспи. Контракт был заключён на сумму 2,3 миллиона долларов за три года. После заключения контракта Мекель предпочёл остаться со своим новым клубом в США в тренировочном лагере и не принимать участие в третьем за карьеру чемпионате Европы (он выступал за сборную Израиля в 2009 и 2011 годах). Несмотря на это, он начал карьеру в НБА с невысокими показателями, в первых 30 играх за «Даллас» в среднем проводя на площадке меньше десяти минут и принося команде по 2,4 очка и 2,1 результативных передачи. Затем он перенёс операцию на разорванном мениске правого колена, пропустил больше 20 игр и был направлен на восстановление в фарм-клуб «Далласа» «Техас Лэджендс», выступающий в Лиге развития.
В свой второй сезон в НБА Мекель провёл только четыре игры в клубе «Нью-Орлеан Пеликанс», после чего перешёл в Нижний Новгород, где сыграл за местный клуб 17 матчей в национальной лиге (набирая в среднем по 8,5 очка) и шесть матчей в Евролиге (в среднем 11,7 очка и 4,7 передачи за 21 минуту игры). Летом 2015 года велись переговоры о его переходе в тель-авивский «Маккаби», но Мекель хотел убедиться, что им не заинтересуется ни одна команда НБА, и руководство израильского клуба отказалось ждать результатов. В итоге защитник подписал контракт с сербской «Црвеной звездой», но не задержался и там. В составе сербского клуба израильтянин успел провести лишь несколько месяцев, сыграв четыре матча в Евролиге (в среднем 3,8 очка, 2,8 передачи и 1,5 подбора за 20 минут игры), а затем уступил место в составе Маркусу Уильямсу. В январе 2016 года был подписан контракт до 2019 года между Мекелем и «Маккаби» (Тель-Авив).
Вскоре после возвращения Мекель выиграл с «Маккаби» Кубок Израиля, а в следующем сезоне повторил этот успех, оба раза получив также звание лучшего игрока финала. Однако с другими игроками команды у Мекеля отношения не сложились (его упрекали в нежелании делиться мячом), и летом 2017 года игрок был передан в аренду испанскому клубу «Гран-Канария». В Испании израильский защитник помог своему клубу пробиться в Евролигу и дошёл с ним до четвертьфинала Кубка Европы, набирая в этом соревновании в среднем по 9,6 очка и 5,1 результативных передачи за игру. В начале октября 2018 года было сообщено, что Мекель подписал контракт на один год с санкт-петербургским «Зенитом». После этого он играл в итальянской «Реджане» и испанской «Уникахе», а осенью 2021 года подписал контракт с другим клубом высшего дивизиона чемпионата Испании — «Андоррой».
В октябре 2022 года, в возрасте 34 лет, Мекель объявил о завершении игровой карьеры.

## Статистика

### Статистика в НБА
| Сезон   | Команда    | Регулярный сезон | Регулярный сезон          | Регулярный сезон         | Регулярный сезон         | Регулярный сезон                      | Регулярный сезон                   | Регулярный сезон            | Регулярный сезон           | Регулярный сезон              | Регулярный сезон              | Регулярный сезон         | Серия плей-офф  | Серия плей-офф            | Серия плей-офф           | Серия плей-офф           | Серия плей-офф                        | Серия плей-офф                     | Серия плей-офф              | Серия плей-офф             | Серия плей-офф                | Серия плей-офф                | Серия плей-офф           |
| Сезон   | Команда    | Сыгранные матчи  | Матчи в стартовой пятёрке | Количество минут за игру | Процент попаданий с игры | Процент попадания трёхочковых бросков | Процент попадания штрафных бросков | Количество подборов за игру | Количество передач за игру | Количество перехватов за игру | Количество блок-шотов за игру | Количество очков за игру | Сыгранные матчи | Матчи в стартовой пятёрке | Количество минут за игру | Процент попаданий с игры | Процент попадания трёхочковых бросков | Процент попадания штрафных бросков | Количество подборов за игру | Количество передач за игру | Количество перехватов за игру | Количество блок-шотов за игру | Количество очков за игру |
| ------- | ---------- | ---------------- | ------------------------- | ------------------------ | ------------------------ | ------------------------------------- | ---------------------------------- | --------------------------- | -------------------------- | ----------------------------- | ----------------------------- | ------------------------ | --------------- | ------------------------- | ------------------------ | ------------------------ | ------------------------------------- | ---------------------------------- | --------------------------- | -------------------------- | ----------------------------- | ----------------------------- | ------------------------ |
| 2013/14 | Даллас     | 31               | 1                         | 9,4                      | 34,9                     | 25,0                                  | 66,7                               | 0,9                         | 2,0                        | 0,1                           | 0,0                           | 2,4                      | Не участвовал   | Не участвовал             | Не участвовал            | Не участвовал            | Не участвовал                         | Не участвовал                      | Не участвовал               | Не участвовал              | Не участвовал                 | Не участвовал                 | Не участвовал            |
| 2014/15 | Нью-Орлеан | 4                | 0                         | 10,8                     | 15,0                     | 0,0                                   | -                                  | 0,3                         | 3,3                        | 0,5                           | 0,0                           | 1,5                      | Не участвовал   | Не участвовал             | Не участвовал            | Не участвовал            | Не участвовал                         | Не участвовал                      | Не участвовал               | Не участвовал              | Не участвовал                 | Не участвовал                 | Не участвовал            |
|         | Всего      | 35               | 1                         | 9,6                      | 31,1                     | 21,7                                  | 66,7                               | 0,8                         | 2,2                        | 0,2                           | 0,0                           | 2,3                      | Не участвовал   | Не участвовал             | Не участвовал            | Не участвовал            | Не участвовал                         | Не участвовал                      | Не участвовал               | Не участвовал              | Не участвовал                 | Не участвовал                 | Не участвовал            |

### Статистика в Джи-Лиге
| Сезон   | Команда        | Регулярный сезон | Регулярный сезон          | Регулярный сезон         | Регулярный сезон         | Регулярный сезон                      | Регулярный сезон                   | Регулярный сезон            | Регулярный сезон           | Регулярный сезон              | Регулярный сезон              | Регулярный сезон         | Серия плей-офф  | Серия плей-офф            | Серия плей-офф           | Серия плей-офф           | Серия плей-офф                        | Серия плей-офф                     | Серия плей-офф              | Серия плей-офф             | Серия плей-офф                | Серия плей-офф                | Серия плей-офф           |
| Сезон   | Команда        | Сыгранные матчи  | Матчи в стартовой пятёрке | Количество минут за игру | Процент попаданий с игры | Процент попадания трёхочковых бросков | Процент попадания штрафных бросков | Количество подборов за игру | Количество передач за игру | Количество перехватов за игру | Количество блок-шотов за игру | Количество очков за игру | Сыгранные матчи | Матчи в стартовой пятёрке | Количество минут за игру | Процент попаданий с игры | Процент попадания трёхочковых бросков | Процент попадания штрафных бросков | Количество подборов за игру | Количество передач за игру | Количество перехватов за игру | Количество блок-шотов за игру | Количество очков за игру |
| ------- | -------------- | ---------------- | ------------------------- | ------------------------ | ------------------------ | ------------------------------------- | ---------------------------------- | --------------------------- | -------------------------- | ----------------------------- | ----------------------------- | ------------------------ | --------------- | ------------------------- | ------------------------ | ------------------------ | ------------------------------------- | ---------------------------------- | --------------------------- | -------------------------- | ----------------------------- | ----------------------------- | ------------------------ |
| 2013/14 | Техас Лэджендс | 4                | 1                         | 30,2                     | 32,7                     | 25,0                                  | 57,1                               | 3,3                         | 6,3                        | 1,5                           | 0,0                           | 10,5                     | Не участвовал   | Не участвовал             | Не участвовал            | Не участвовал            | Не участвовал                         | Не участвовал                      | Не участвовал               | Не участвовал              | Не участвовал                 | Не участвовал                 | Не участвовал            |
|         | Всего          | 4                | 1                         | 30,2                     | 32,7                     | 25,0                                  | 57,1                               | 3,3                         | 6,3                        | 1,5                           | 0,0                           | 10,5                     | Не участвовал   | Не участвовал             | Не участвовал            | Не участвовал            | Не участвовал                         | Не участвовал                      | Не участвовал               | Не участвовал              | Не участвовал                 | Не участвовал                 | Не участвовал            |

### Статистика в NCAA
| Сезон   | Команда      | Конференция | Год обучения («FR» — 1 курс, «SO» — 2 курс, «JR» — 3 курс, «SR» — 4 курс) | Сыгранные матчи | Матчи в стартовой пятёрке | Количество минут за игру | Процент попаданий с игры | Процент попадания трёхочковых бросков | Процент попадания штрафных бросков | Количество подборов за игру | Количество передач за игру | Количество перехватов за игру | Количество блок-шотов за игру | Количество очков за игру |
| ------- | ------------ | ----------- | ------------------------------------------------------------------------- | --------------- | ------------------------- | ------------------------ | ------------------------ | ------------------------------------- | ---------------------------------- | --------------------------- | -------------------------- | ----------------------------- | ----------------------------- | ------------------------ |
| 2006/07 | Уичито Стэйт | MVC         | FR                                                                        | 31              | 3                         | 13,0                     | 44,3                     | 35,4                                  | 64,7                               | 1,1                         | 1,7                        | 0,5                           | 0,0                           | 4,0                      |
| 2007/08 | Уичито Стэйт | MVC         | SO                                                                        | 31              | 26                        | 30,7                     | 35,4                     | 28,7                                  | 87,7                               | 3,2                         | 3,7                        | 0,4                           | 0,1                           | 9,3                      |
| Всего   | Всего        | Всего       | Всего                                                                     | 62              | 29                        | 21,9                     | 37,9                     | 30,6                                  | 80,9                               | 2,1                         | 2,7                        | 0,4                           | 0,0                           | 6,7                      |

### Статистика в других лигах
| Сезон | Команда                   | Лига                 | GP  | GS  | MPG  | FG%  | 3P%  | FT%   | RPG | APG | SPG | BPG | PFL | TOV | PPG  |
| --- | ------------------------- | -------------------- | --- | --- | ---- | ---- | ---- | ----- | --- | --- | --- | --- | --- | --- | ---- |
| 2009/10 | Маккаби (Тель-Авив)       | Евролига             | 1   | 0   | 1,0  | -    | -    | -     | 0,0 | 0,0 | 0,0 | 0,0 | 0,0 | 1,0 | 0,0  |
| 2010/11 | Хапоэль (Верхняя Галилея) | Кубок Европы         | 6   | 6   | 31,8 | 45,1 | 15,4 | 80,0  | 3,7 | 6,3 | 0,7 | 0,0 | 3,0 | 3,3 | 10,0 |
| 2011/12 | Все клубы                 | Все лиги             | 28  | 13  | 17,3 | 45,8 | 23,1 | 62,5  | 2,0 | 3,3 | 0,5 | 0,0 | 1,6 | 1,6 | 5,7  |
| 2011/12 | Бенеттон                  | Чемпионат Италии     | 22  | 11  | 18,1 | 46,7 | 24,2 | 65,5  | 2,2 | 3,7 | 0,6 | 0,0 | 1,8 | 2,0 | 6,3  |
| 2011/12 | Бенеттон                  | Кубок Европы         | 6   | 2   | 14,1 | 40,9 | 16,7 | 33,3  | 1,3 | 1,7 | 0,0 | 0,0 | 1,2 | 0,5 | 3,3  |
| 2012/13 | Маккаби (Хайфа)           | Чемпионат Израиля    | 30  | 28  | 32,3 | 47,4 | 32,9 | 77,9  | 2,6 | 5,4 | 1,4 | 0,1 | 2,6 | 2,5 | 13,3 |
| 2014/15 | Все клубы                 | Все лиги             | 23  | 6   | 20,2 | 44,1 | 32,3 | 83,0  | 2,3 | 3,6 | 0,8 | 0,0 | 1,7 | 2,4 | 9,3  |
| 2014/15 | Нижний Новгород           | Единая лига ВТБ      | 17  | 6   | 20,0 | 42,4 | 33,3 | 83,3  | 2,4 | 3,2 | 0,9 | 0,0 | 1,4 | 2,6 | 8,5  |
| 2014/15 | Нижний Новгород           | Евролига             | 6   | 0   | 20,8 | 48,2 | 28,6 | 82,4  | 2,3 | 4,7 | 0,7 | 0,0 | 2,7 | 1,8 | 11,7 |
| 2015/16 | Все клубы                 | Все лиги             | 37  | 35  | 26,1 | 47,2 | 37,5 | 79,6  | 2,9 | 6,1 | 0,9 | 0,1 | 2,1 | 2,6 | 11,5 |
| 2015/16 | Црвена звезда             | Лига ABA             | 9   | 8   | 23,1 | 54,8 | 42,9 | 70,6  | 3,0 | 5,7 | 1,0 | 0,0 | 1,7 | 2,6 | 10,9 |
| 2015/16 | Црвена звезда             | Евролига             | 4   | 4   | 20,3 | 23,1 | 33,3 | 100,0 | 1,5 | 2,8 | 0,3 | 0,3 | 1,8 | 1,8 | 3,8  |
| 2015/16 | Маккаби (Тель-Авив)       | Чемпионат Израиля    | 21  | 20  | 27,9 | 47,5 | 37,3 | 80,6  | 3,0 | 7,0 | 1,0 | 0,0 | 2,2 | 2,7 | 12,5 |
| 2015/16 | Маккаби (Тель-Авив)       | Кубок Европы         | 3   | 3   | 31,1 | 47,5 | 25,0 | 83,3  | 3,3 | 5,7 | 0,3 | 0,0 | 3,3 | 3,0 | 16,3 |
| 2016/17 | Все клубы                 | Все лиги             | 57  | 26  | 21,2 | 47,5 | 36,4 | 75,6  | 2,5 | 4,3 | 0,5 | 0,1 | 1,5 | 1,8 | 8,3  |
| 2016/17 | Маккаби (Тель-Авив)       | Чемпионат Израиля    | 33  | 16  | 25,1 | 50,4 | 35,4 | 81,1  | 2,8 | 5,0 | 0,7 | 0,1 | 1,6 | 2,1 | 11,1 |
| 2016/17 | Маккаби (Тель-Авив)       | Евролига             | 24  | 10  | 16,0 | 39,8 | 40,0 | 60,6  | 2,2 | 3,3 | 0,3 | 0,0 | 1,3 | 1,4 | 4,5  |
| 2017/18 | Все клубы                 | Все лиги             | 59  | 27  | 18,6 | 45,6 | 33,3 | 73,4  | 1,4 | 3,8 | 0,6 | 0,0 | 1,8 | 1,8 | 8,7  |
| 2017/18 | Гран-Канария              | Чемпионат Испании    | 40  | 11  | 17,2 | 46,5 | 34,9 | 73,3  | 1,3 | 3,4 | 0,5 | 0,0 | 1,8 | 1,7 | 8,4  |
| 2017/18 | Гран-Канария              | Кубок Европы         | 17  | 15  | 22,4 | 44,3 | 32,4 | 72,5  | 1,6 | 5,1 | 0,8 | 0,1 | 2,0 | 2,1 | 9,6  |
| 2017/18 | Гран-Канария              | Кубок Испании        | 2   | 1   | 15,5 | 40,0 | 20,0 | 100,0 | 1,5 | 3,0 | 0,0 | 0,0 | 0,5 | 2,5 | 5,5  |
| 2018/19 | Все клубы                 | Все лиги             | 27  | 7   | 18,8 | 43,7 | 34,3 | 82,9  | 2,0 | 5,3 | 0,6 | 0,1 | 1,6 | 1,5 | 7,4  |
| 2018/19 | Зенит                     | Единая лига ВТБ      | 20  | 5   | 17,6 | 47,6 | 36,0 | 94,7  | 1,8 | 4,9 | 0,7 | 0,0 | 1,5 | 1,3 | 7,4  |
| 2018/19 | Зенит                     | Кубок Европы         | 7   | 2   | 22,2 | 35,1 | 30,0 | 68,8  | 2,6 | 6,6 | 0,6 | 0,3 | 1,9 | 2,3 | 7,7  |
| 2019/20 | Все клубы                 | Все лиги             | 23  | 19  | 24,4 | 46,1 | 35,1 | 83,1  | 2,9 | 5,5 | 0,6 | 0,0 | 1,5 | 2,7 | 11,1 |
| 2019/20 | Реджана                   | Чемпионат Италии     | 17  | 15  | 25,7 | 48,1 | 34,6 | 83,9  | 2,9 | 5,6 | 0,6 | 0,0 | 1,4 | 2,7 | 12,1 |
| 2019/20 | Уникаха                   | Чемпионат Испании    | 6   | 4   | 20,9 | 39,6 | 36,4 | 77,8  | 2,8 | 5,2 | 0,7 | 0,0 | 1,7 | 2,8 | 8,2  |
| 2020/21 | Все клубы                 | Все лиги             | 12  | 8   | 15,7 | 43,1 | 10,0 | 80,0  | 1,3 | 3,5 | 0,5 | 0,1 | 1,5 | 1,5 | 6,4  |
| 2020/21 | Уникаха                   | Чемпионат Испании    | 9   | 5   | 16,5 | 44,9 | 0,0  | 71,4  | 1,3 | 3,7 | 0,6 | 0,1 | 1,6 | 1,6 | 6,0  |
| 2020/21 | Уникаха                   | Кубок Европы         | 3   | 3   | 13,6 | 37,5 | 20,0 | 90,9  | 1,3 | 3,0 | 0,3 | 0,0 | 1,3 | 1,3 | 7,7  |
| 2021/22 | Все клубы                 | Все лиги             | 10  | 1   | 15,7 | 45,5 | 35,7 | 80,0  | 1,5 | 3,3 | 0,3 | 0,0 | 1,9 | 2,3 | 5,9  |
| 2021/22 | Андорра                   | Чемпионат Испании    | 6   | 0   | 15,2 | 48,4 | 33,3 | 80,0  | 1,5 | 2,7 | 0,2 | 0,0 | 1,7 | 1,8 | 6,0  |
| 2021/22 | Андорра                   | Кубок Европы         | 4   | 1   | 16,5 | 41,7 | 37,5 | -     | 1,5 | 4,3 | 0,5 | 0,0 | 2,3 | 3,0 | 5,8  |
| Всего | Всего                     | Всего                | 313 | 176 | 21,7 | 46,1 | 33,0 | 77,4  | 2,2 | 4,5 | 0,7 | 0,0 | 1,8 | 2,1 | 9,1  |
| В Евролиге | В Евролиге                | В Евролиге           | 35  | 14  | 16,9 | 40,0 | 37,1 | 69,2  | 2,1 | 3,4 | 0,3 | 0,1 | 1,6 | 1,5 | 5,5  |
| В Кубке Европы | В Кубке Европы            | В Кубке Европы       | 46  | 32  | 22,0 | 42,6 | 27,5 | 75,3  | 2,1 | 4,8 | 0,6 | 0,1 | 2,1 | 2,2 | 8,5  |
| В чемпионате Италии | В чемпионате Италии       | В чемпионате Италии  | 39  | 26  | 21,4 | 47,5 | 28,8 | 77,6  | 2,5 | 4,5 | 0,6 | 0,0 | 1,6 | 2,3 | 8,8  |
| В чемпионате Израиля | В чемпионате Израиля      | В чемпионате Израиля | 84  | 64  | 28,4 | 48,4 | 34,9 | 79,6  | 2,8 | 5,6 | 1,0 | 0,1 | 2,1 | 2,4 | 12,3 |
| В Единой лиге ВТБ | В Единой лиге ВТБ         | В Единой лиге ВТБ    | 37  | 11  | 18,7 | 45,0 | 34,7 | 87,8  | 2,0 | 4,1 | 0,8 | 0,0 | 1,5 | 1,9 | 7,9  |
| В чемпионате Испании | В чемпионате Испании      | В чемпионате Испании | 61  | 20  | 17,2 | 45,6 | 32,9 | 73,7  | 1,5 | 3,5 | 0,5 | 0,0 | 1,7 | 1,8 | 7,8  |
| Наведите курсор мыши на аббревиатуры в заголовке таблицы, чтобы прочесть их расшифровку Статистика приведена с сайта basketball.realgm.com |                           |                      |     |     |      |      |      |       |     |     |     |     |     |     |      |

### Чемпионаты Европы
| ЧЕ 2009                                                                                 | 3 | 28.7 | 8/21 | 38.1 | 6/15 | 40.0 | 2/6 | 33.3 | 3/4   | 75.0 | 0.7 | 3.0 | 3.7 | 2.0 | 1.0 | 0   | 0   | 2.0 | 21 | 7.0 |
| ЧЕ 2011                                                                                 | 5 | 13.4 | 5/21 | 23.8 | 5/17 | 29.4 | 0/4 | 0.0  | 11/17 | 64.7 | 0.8 | 1.8 | 2.6 | 2.4 | 0.2 | 0.2 | 0.2 | 1.4 | 21 | 4.2 |
| Наведите курсор мыши на аббревиатуры в заголовке таблицы, чтобы прочесть их расшифровку |   |      |      |      |      |      |     |      |       |      |     |     |     |     |     |     |     |     |    |     |